# 親鼻橋

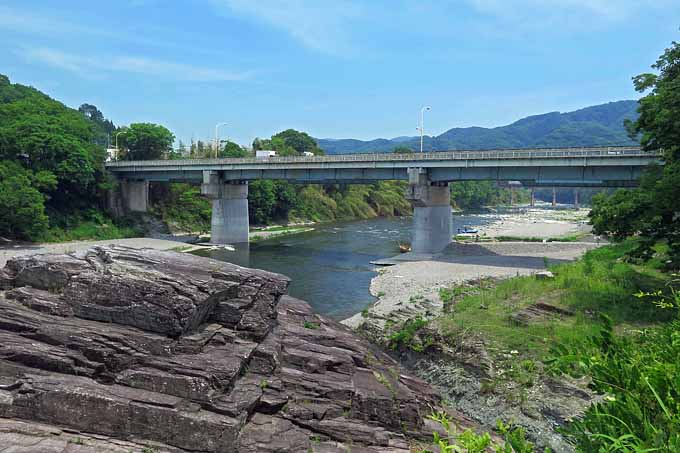
親鼻橋（2014年6月）

親鼻橋（おやはなばし）は埼玉県秩父郡皆野町皆野と同町金崎の間に架かり、荒川を渡る国道140号の道路橋である。

## 概要
古くから皆野と長瀞の地域を結んできた橋である。河口から111.1キロメートルの位置に架かる1957年架設の本橋は、橋長110.8メートル、幅員7.0メートル、最大支間長44.0メートル（支間割：33 m+44 m+33 m）のプレートガーダー橋（連続鋼鈑桁橋）である。歩道は上流側のみに設置されている。高欄は車道と歩道の間にも設置されている。親柱は以前は両側に設置されていたが、現在は上流側のみに設置されている。
周囲に堤防などの河川設備は無く、両岸は河岸段丘となっていて河道との標高差があり、橋は右岸側と左岸側の段丘面を直接結んでいる。
国道の橋であるが管理者は埼玉県である。国道140号は国道と称しているが直轄国道ではなく補助国道であり、全区間県管理である。また、埼玉県の第一次緊急輸送道路に指定されている。
橋を通る公共交通機関は存在しないが、橋の南詰に西武観光バスの路線バス三沢線の「親鼻橋」停留所がある。

## 歴史

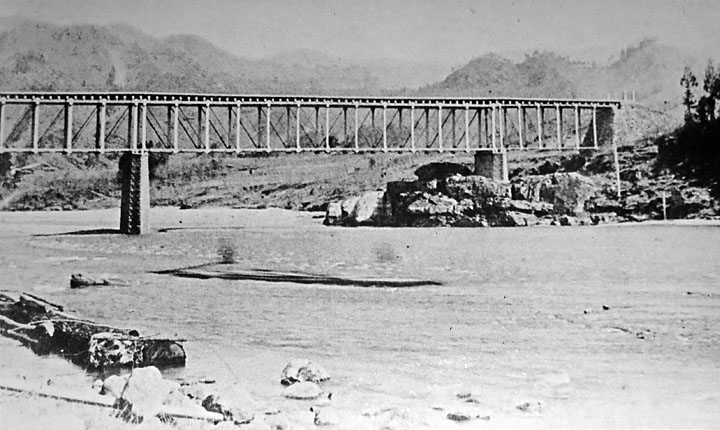
旧親鼻橋（明治末期）

### 建設までの経緯
親鼻橋が開通する以前は「親鼻の渡し」と呼ばれる秩父往還道の船二隻を有する私設の渡船場で対岸を結んでいた。
渡船場は親鼻橋のやや上流側にあり、11月から4月までの水量の少なくなる時期は、長さ19間3尺（約35.45メートル）幅7尺（約2.12メートル）の仮橋（土橋）を架けていた。渡船場の呼称である親鼻とは渡船場がある金崎村の小字に由来する。また、皆野村では村内の小字より「塩貝戸の渡し」とも呼ばれていた。
この渡船場は1902年の橋の架橋により廃止されている。現在、渡船場跡には観光用の簗場が設けられ、また渡船場への道が現存している。
1886年（明治19年）に児玉から荒川の左岸沿いを通り大宮町（現、秩父市）へと至る秩父新道（現在の埼玉県道44号秩父児玉線）が開通し、4月18日に現在の赤平川に架かる郷平橋付近で竣工式が執り行われた。
この新道に1892年（明治25年）金崎村尾坂（現、皆野町金崎）に開通した馬車道が接続し、この影響で交通の流れが変わり、国神村を始めとした新道の沿線は日を追って活況を呈するようになり、其れとは逆に親鼻の渡しに依存する従来の街道筋である皆野村の衰退が目立つようになった。
当時の村長である設急富之助は事の重大さから対応に苦慮し、村内の1商店の支配人飛川助次郎より「この困窮な事態を打開するためには大橋を親鼻に架ける外ない。そのための援助もできる限りする。」との申し入れを受けたことにより村長は意を決し、山田・横瀬・大宮（秩父）・栃谷・黒谷・大野原等の諸町村に呼びかけ、道路組合を発足した。また皆野村役場では初めて書記を置き、親鼻橋架設の陳情書の作成を始めとした事務作業に取り掛かった。
道路組合は先ず各村内の道路を整備した。そして道路を整備した後に、県への親鼻橋架設の陳情や助成の申請を行った。
1898年（明治31年）11月の通常県会において、皆野村長他37名による「大宮・野上間荒川架橋工事ノ件」の建議書（陳情書）が提出され
12月14日の県会において、荒川の橋は東京と大宮（秩父）間の往来には是非必要で、その上秩父新道の秩父橋が修繕などで不通になった際は、往来が途絶するとの言で架橋の必要性を県より認められた。また、難所である尾坂を通るよりも、できる事なら皆野経由にしたいとの思惑が県にはあったものとも思われる。
こうして親鼻橋は架設されることとなり、架橋後は1914年（大正3年）10月27日に上武鉄道（現、秩父鉄道）の開通と相まって皆野村は飛躍的な発展を遂げ、郡北で中心的な地位を確立するのであった。

### 1902年の橋

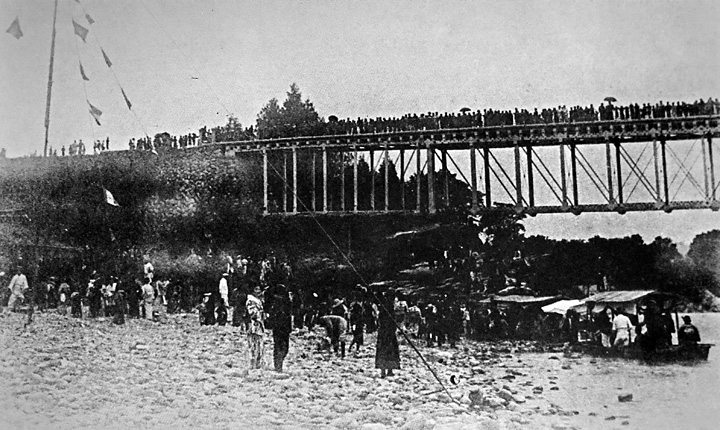
大正初期の旧親鼻橋。1915年（大正4年）の「荒川鮎漁秩父遊船組合新造船進水式」当日の様子、この日より長瀞の舟下りが始まった。

1902年（明治35年）に旧荒川橋や旧秩父橋によく似た木造上路式プラットトラス橋として紅簾片岩の真上に架けられた。なお、この橋は1914年（大正3年）8月に同形式の橋に架け替えられた。橋長106メートル、幅員4メートル。後に1924年（大正13年）に橋脚を高くして下路式の木鉄混合プラットトラス橋に架け替えられている。

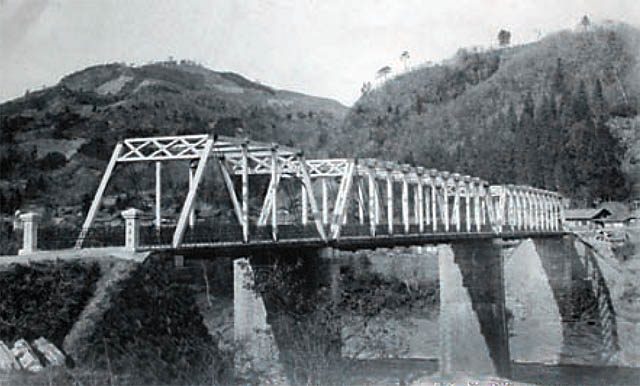
下路式トラス橋に改められた旧親鼻橋。（大正時代）

下路式に改められたため、高さ制限が課せられており、標識で3.5メートルとなっていた。また、開通当初は県道の橋であったが1953年（昭和28年）5月18日に二級国道甲府熊谷線となり国道の橋に昇格している。また、同時に橋の前後の道路が4メートルから6.5メートルに拡幅整備されている。1954年（昭和29年）10月13日から14日にかけて秩父土木工営所により橋の補強工事が行なわれ、その間は通行止めにされ、左岸側沿いを経由して郷平橋方面へ迂回する措置が取られた。

この橋は老朽化のため重量制限を行ないながら使用され続けていたが、現在の橋が竣工した際に撤去された。すぐ上流側に存在している紅簾片岩に、煉瓦の橋脚が立てられていた痕跡が残されている。また、右岸側橋詰に遺構として「大正三年八月竣工」と刻まれた旧橋の親柱が2本保存されている。他にも取り付け道路の築堤や橋台の石垣も残されている。左岸側の取り付け道路は河原に降りる道として一部が転用されている。

### 1957年の橋

竣工直後の現在の親鼻橋。（1957年）

1954年（昭和29年）6月橋桁が折れる事故が発生し、これを受けて建設省が橋を調査したところ、架け替えが必要と診断され、1955年（昭和30年）10月下流側に3ヵ年継続事業として連続鋼鈑桁橋に架け替えることとなった。
橋は1955年（昭和30年）11月5日着工され、1957年（昭和32年）7月
にそれまでの橋の約50メートル下流側の位置に総工費5214万8000円、を投じて鋼製の新橋が竣工。これが現在の親鼻橋である。上部工の施工は宮地鉄工所（現・宮地エンジニアリング）が担当した。工事に関わった作業員人数は15,500人であった。
竣工当時の橋桁は銀色の塗色であった。また、左岸165.5メートル、右岸191.4メートルの取り付け道路も合わせて整備された。
完成式（開通式）は1957年（昭和32年）8月12日11時半より橋の袂にて挙行され、根本建設大臣および栗原県知事をはじめ、設楽（したら）皆野町長など関係者300名が列席した。
式典は皆野椋神社宮司による神事があり、次に大臣や知事などの祝辞や秩父土木営業所の工事報告などが行なわれた。そして栗原知事によるテープカットが執り行われ、同町在住の三世代家族による渡り初めが行われた。
橋は竣工当時は親柱に照明灯が設けられていた。また橋に歩道は当初は設置されていなかったが、1971年（昭和46年）に上流側に橋脚を拡幅してそこに歩道専用の橋が設置された。1965年（昭和40年）に道路法改正により二級国道甲府熊谷線から現在の一般国道140号として指定施行されている。また、右岸側は直進する皆野バイパス（国道140号現道）がまだ開通しておらず、取り付け道路が橋詰で90度右に曲がっていた。現在の埼玉県道37号皆野両神荒川線が該当する。
2004年度（平成16年）に橋脚にコンクリートを巻き立てるなどの耐震補強工事を実施した。
2016年（平成28年）1月、秩父県土整備事務所が右岸側橋詰の旧橋の親柱が建てられている植え込みの改修を行ない、そこに案内看板が親柱の間に追加設置された。案内看板には親鼻橋についての詳細なデータを始め、周辺の観光情報などが記されている。なお、右岸側の高欄には「平成15年3月」と記された橋銘板が設置されている。

## 周辺

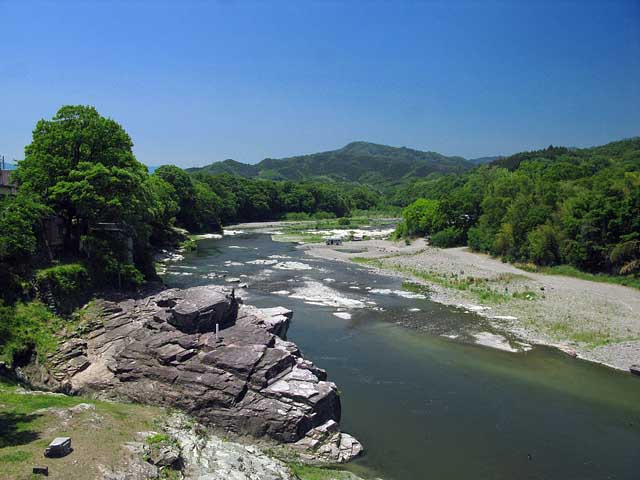
親鼻橋付近の荒川。左手の石垣は旧橋の橋台跡。

1979年（昭和54年）に親鼻橋付近で実施された魚類捕獲調査では、ウグイが多く取れた。
1985年（昭和60年）の調査ではウグイとオイカワが多数を占めた。橋のある場所は1969年（昭和44年）度より埼玉県が水質測定を行う地点のひとつに加えられている。
周辺は「県立長瀞玉淀自然公園」になっており、荒川はその区域の中を流れ、長瀞渓谷を形成する。橋の上流側に世界で最も美しいと言われている紅簾片岩の大露頭がある。また橋付近の荒川は、日本でも有数の川下りのメッカで、ラフティングなどのレジャースポーツが盛んな他、長瀞ライン下りの起点にもなっている。
- 紅簾片岩 - 旧橋の真上、現在の親鼻橋のすぐ上流右岸側に所在する。
- 親鼻河原
- 親鼻駅
- 上長瀞駅
- 金崎古墳群
- 埼玉県道205号親鼻停車場線
- 皆野長瀞インターチェンジ
- 道の駅みなの - 埼玉県道348号下戦場塩貝戸線の道の駅[33]
- 皆野スポーツ公園

## その他
- 1884年（明治17年）の秩父事件の際は、当地において右岸側の困民軍と左岸側の警官隊とで交戦を交えていた[34][8][15]。
- 埼玉県が発行する親鼻橋の橋カードが道の駅みなので配布されている[35]。橋カードには橋の写真のほか、橋に関するデータが記されている。
- 親鼻橋は埼玉県のぐるっと埼玉サイクルネットワーク構想に基づき策定された「自転車みどころスポットを巡るルート」の「秩父七福神を回るルート」の経路に指定されている[36]。
- 秩父市は橋からの投身自殺が多く[37]、このような背景から市は主要な橋の高欄などに、橋からの投身自殺を防ぐ目的で「自殺予防標語入り看板」を設置することでその成果を上げていて[38]、親鼻橋もその対象になっている[39]。
- 親鼻橋から下流は約6 kmもの区間、高砂橋まで一般道路の橋は架けられていない。なお、高砂橋は長瀞ライン下りの終点でもある[32]。

## 風景

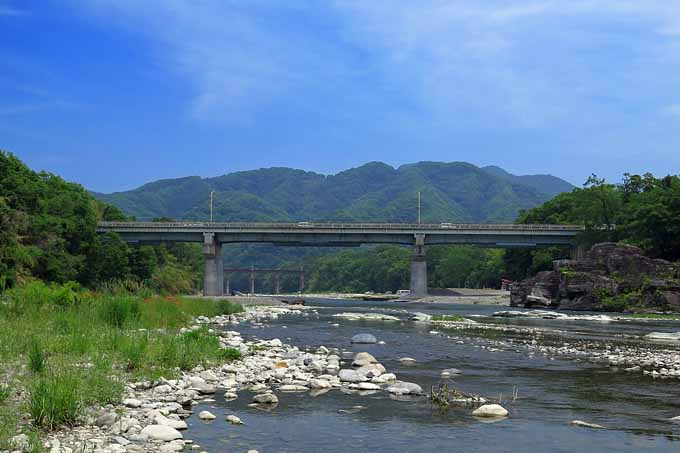
左岸上流側より全景を望む。
1955年頃の下路式トラス橋時代の親鼻橋。左岸側橋詰より望む。
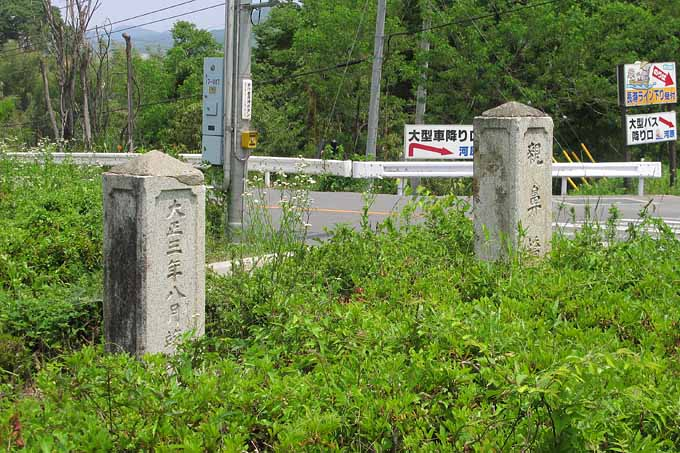
旧親鼻橋の親柱。「大正三年八月竣工」と刻まれている。
旧親鼻橋の親柱の間に新設された親鼻橋紹介看板。
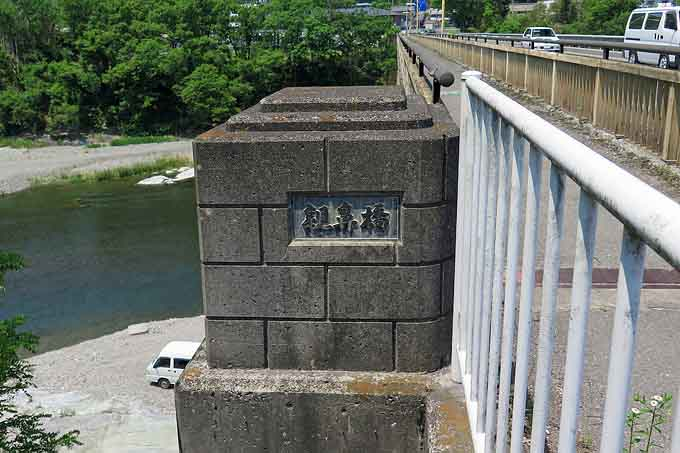
現在の親鼻橋の右岸側親柱。
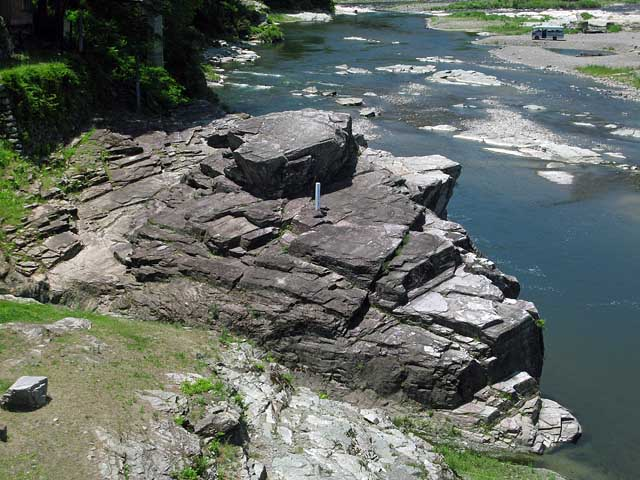
紅簾片岩の露頭。
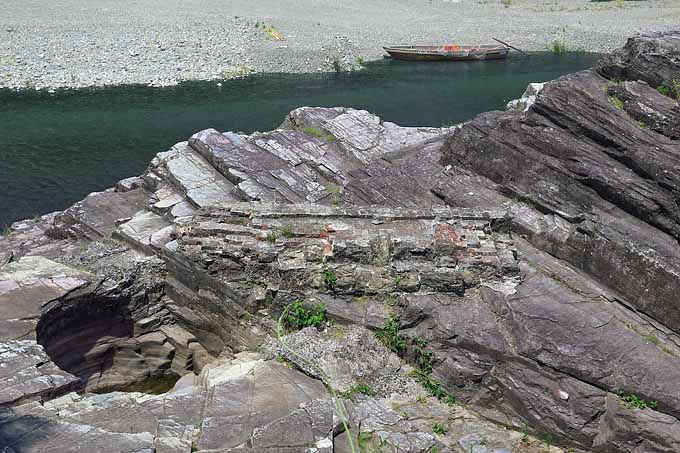
紅簾片岩に残された旧親鼻橋の橋脚礎石（煉瓦）の痕跡。
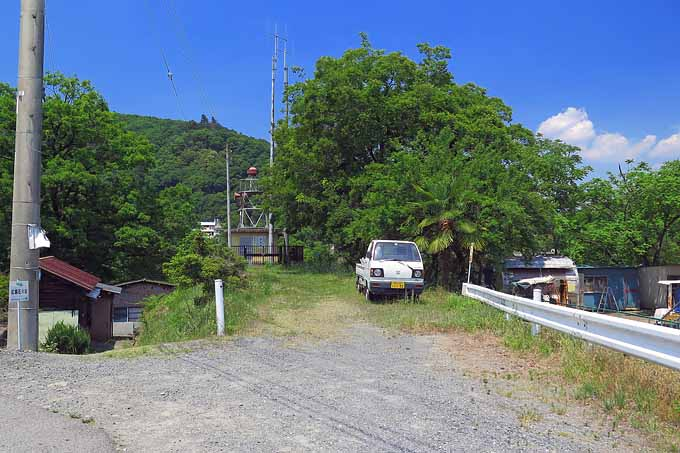
旧親鼻橋の右岸側に残された取り付け道路の跡である築堤。

## 隣の橋
- 荒川

（上流） - 皆野橋 - 栗谷瀬橋 - 親鼻橋 - 荒川橋梁 - 金石水管橋 - （下流）